# Team Bianchi Nordic
Team Bianchi Nordic, Team Bianchi Scandinavia oder Team Crescent war ein schwedisches Radsportteam, das von 2000 bis 2004 bestand. Das Team ist nicht zu verwechseln mit Team Bianchi oder Bianchi (Radsportteam 1905–1966).

## Geschichte
Das Team wurde 2000 unter Tommy Prim gegründet. Im ersten Jahr wurde neben den Siegen Platz 2 bei Paris–Tours Espoirs, Platz 3 bei der Le Transalsace International, sechste Plätze bei der Flèche du Sud und der Bulgarien-Rundfahrt sowie Platz 10 beim Grand Prix Waregem erwirkt. 2001 wurde der zweite Platz beim Giro della Toscana, der dritte Platz in der Gesamtwertung bei der Brandenburg-Rundfahrt und Platz 6 beim Grand Prix des Nations espoirs erreicht. 2002 konnte das Team neben dem Sieg bei der Slowakei-Rundfahrt mit Platz 2 bei Grand Prix Guillaume Tell und Duo Normand, Platz 3 bei Ringerike Grand Prix, Platz 4 bei der Brandenburg-Rundfahrt, Platz 6 beim Giro della Toscana und Platz 8 bei der Ytong Bohemia Tour weitere Ergebnisse vorweisen. 2003 wurden Gesamtsiege bei der Ringerike Grand Prix und dem Circuit des Ardennes erzielt. Ein dritter Rundfahrtsieg bei Rás Tailteann wurde mit Platz 2 knapp verpasst. Es wurde noch Platz 3 bei der Ytong Bohemia Tour, Platz 6 bei der Tour de l’Avenir und der Tour of Queensland sowie Platz 8 bei der Herald Sun Tour erzielt. 2004 wurde neben den Siegen der zweite Platz bei den schwedischen Meisterschaften im Straßenrennen, Platz 3 bei Fyen Rundt, Platz 4 beim Circuit des Ardennes, Platz 7 bei der Flèche du Sud und Platz 15 beim Grand Prix de la Ville de Lillers erkämpft. Am Ende der Saison 2004 löste sich das Team auf.

## Erfolge
2000
- drei Etappen Bulgarien-Rundfahrt
- Schwedischer Meister – Straßenrennen

2001
- eine Etappe Grand Prix Guillaume Tell
- zwei Etappen Brandenburg-Rundfahrt
- eine Etappe Giro della Toscana
- eine Etappe Slowakei-Rundfahrt
- Schwedischer Meister – Einzelzeitfahren
- Scandinavian Open

2002
- Gesamtwertung und eine Etappe Slowakei-Rundfahrt
- eine Etappe Brandenburg-Rundfahrt
- eine Etappe Grand Prix Guillaume Tell
- eine Etappe Ringerike Grand Prix
- Schwedischer Meister – Einzelzeitfahren
- Scandinavian Open

2003
- Gesamtwertung und zwei Etappen Ringerike Grand Prix
- Gesamtwertung und eine Etappe Circuit des Ardennes
- zwei Etappen und Punktewertung Rás Tailteann
- eine Etappe Dookoła Mazowsza
- Schwedischer Meister – Straßenrennen

2004
- Gesamtwertung und drei Etappen Roserittet
- Gesamtwertung und zwei Etappen Tour of Queensland[6]
- Gesamtwertung und eine Etappe Ringerike Grand Prix
- eine Etappe Flèche du Sud
- eine Etappe Course Cycliste de Solidarność et des Champions Olympiques
- Schwedischer Meister – Straßenrennen
- Zwevezele Koers
- Paris-Barentin-Yvetot[7]

## Bekannte ehemalige Fahrer
- Stefan Adamsson (2000)
- Petter Renäng (2000–2002)
- Gustav Erik Larsson (2001–2002)
- Jonas Holmqvist (2001–2004)
- Jonas Ljungblad (2003)
- Thomas Lövkvist (2003)
- Glenn Bak (2004)
- Kimmo Kananen (2004)